# Christophe Boltanski
Pour les articles homonymes, voir Boltanski.
Christophe Boltanski, né le 10 juillet 1962 à Boulogne-Billancourt, est un journaliste, écrivain et chroniqueur français, lauréat du prix Femina 2015 pour son roman La Cache.

## Biographie

### Famille
Christophe Boltanski est le fils du sociologue Luc Boltanski, originaire d'une famille juive russe, et d'une mère écrivain qui a adhéré aux idées communistes.
Il est le neveu du linguiste Jean-Élie Boltanski et de l'artiste plasticien Christian Boltanski.

### Carrière
Après des études achevées en 1987 au Centre de formation des journalistes, Christophe Boltanski travaille au Progrès égyptien (dans le cadre de son service national) puis pour le quotidien Libération de 1989 à 2007 ; après avoir été correspondant de guerre durant la guerre du Golfe, il est correspondant de ce journal à Jérusalem (1995-2000) puis à Londres (2000-2004).
Il travaille pour le magazine Le Nouvel Observateur de 2007 à 2017.
En février 2017, il devient rédacteur en chef de la Revue XXI.
Il a reçu en 2010 le prix Bayeux-Calvados des correspondants de guerre pour un reportage sur une mine au Congo, dans la région du Nord-Kivu : Les Mineurs de l'enfer.

## Œuvres

### Essais
- Les Sept Vies de Yasser Arafat (avec Jihane El Tahri), Grasset, 1997  (ISBN 978-2-246-49601-4)
- Bethléem : 2000 ans de passion (avec Farah Mébarki et Rémi Benali), Tallandier, 2000  (ISBN 978-2-235-02278-1)
- Chirac d'Arabie (Les Mirages d'une politique française) (avec Éric Aeschimann), Grasset, 2006  (ISBN 978-2-246-69121-1)
- Minerais de sang : Les esclaves du monde moderne, coll. « Folio », 2014  (ISBN 978-2-07-045646-8), Grasset, 2012  (ISBN 978-2-246-76471-7), photographies de Patrick Robert

### Romans
- Les Vies de Jacob, éditions Stock, coll. « La bleue », 2021  (ISBN 9782234087439)-Prix Place ronde "Écrire la photographie" 2022 Librairie Place ronde Lille
- La Cache, Stock, coll. « La bleue », 2015  (ISBN 978-2-234-07637-2)[5] – Prix Femina et prix des prix littéraires 2015[6]
- Le Guetteur, Stock, coll. « La bleue », 2018  (ISBN 978-2-234-08171-0)
- King Kasaï, Stock, 2023  (ISBN 978-2-2340-9133-7).
- La fermière tuée par sa vache et autres faits divers, éditions Zadig, 2024